# Fritz Mertens (Mörder)
Fritz Mertens (* 15. Juni 1963; † 2008) war ein Schweizer Mörder und Autor, der als 19-Jähriger im Dezember 1982 in Villingen (Schwarzwald-Baar-Kreis) ein Mädchen und dessen Freund erstach, als dieser Mertens und das Mädchen im Bett überraschte. 
Danach überschüttete er die beiden mit Rum und zündete sie an. Zu diesem Zeitpunkt lebte das Mädchen noch. Für den Gerichtsgutachter Reinhart Lempp schrieb Mertens Ende 1983 die zu diesem Mord führenden Ereignisse nieder: eine durch Alkoholismus und häusliche Gewalt seitens der Eltern geprägte Kindheit in Villingen und Orsingen, schulisches Versagen, das eigene Abrutschen in den Alkoholismus und die Kriminalität sowie Selbstmordversuche. Aus den über 500 Seiten handgeschriebener Aufzeichnungen entstand später die Autobiografie Ich wollte Liebe und lernte hassen!. Die Tat selber beschrieb Mertens später in dem Buch Auch du stirbst, einsamer Wolf.
Mertens wurde 1983 zu acht Jahren Jugendstrafe verurteilt. Er starb 2008 an den Folgen eines Schlaganfalls.

## Werke
- Ich wollte Liebe und lernte hassen! Autobiografie. Diogenes, Zürich 1984, ISBN 3-257-21539-8.
- Auch du stirbst, einsamer Wolf. Diogenes, Zürich 1985, ISBN 3-257-21794-3.